# Zio Sam

Il manifesto originale del 1917, disegnato da James Montgomery Flagg, che ritrae lo Zio Sam.

Lo Zio Sam (in inglese: Uncle Sam) è una personificazione nazionale degli Stati Uniti d'America.
Il personaggio venne citato per la prima volta durante la guerra anglo-americana del 1812; la prima illustrazione risale, invece, al 1917.

## Storia
Prima ancora dello Zio Sam, esistevano già altre figure umane che incarnavano gli Stati Uniti, come ad esempio Brother Jonathan, che comparve sulla rivista satirica Punch. Esse, però, vennero a poco a poco sostituite dallo Zio Sam durante la guerra di secessione americana. La tradizione vuole che le origini dello Zio Sam si riconducano ai soldati in servizio a New York, i quali ricevevano barili contenenti carne e marchiate con le iniziali U.S. (United States): essi collegarono, invece, scherzosamente le iniziali con quelle del fornitore di carne delle truppe, Samuel Wilson da Troy, da loro chiamato Uncle Sam.

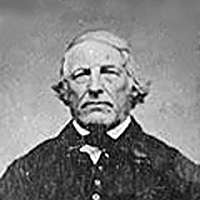
Samuel Wilson di Troy

Tale personaggio comparve per la prima volta nella letteratura in un libro allegorico del 1816, intitolato The Adventures of Uncle Sam in Search After His Lost Honor (Le avventure dello Zio Sam alla ricerca del suo onore perduto), di Frederick Augustus Fidfaddy.
Vi sono tuttavia motivi per dubitare della veridicità di tale storia, per quanto ormai accettata dal grande pubblico americano; ad esempio il passaggio di quasi 3 anni dalla più antica comparsa di "Uncle Sam", avvenuta nel 1813 nel Troy Post, e la sua sovrapposizione con Samuel Wilson oppure altri articoli di giornale locali dell'epoca i quali sembrano escludere la derivazione da Wilson per un più semplice "Uncle Sam" derivato dalle lettere U.S. senza motivi particolari. Altro elemento da tenere in considerazione è come la presenza più antica del termine Uncle Sam avvenga in giornali pacifisti dell'epoca (periodo della guerra del 1812), con il termine generalmente usato in modo dispregiativo verso il governo. Uncle Sam potrebbe quindi essere stato solo un modo per personificare il disprezzo dei critici del governo dell'epoca.
In ogni caso, il 15 settembre 1961 l'87º Congresso degli Stati Uniti d'America riconobbe ufficialmente Samuel Wilson come progenitore del simbolo nazionale statunitense dello Zio Sam. In seguito gli vennero edificati due memoriali: uno nella città natale ad Arlington, e l'altro nell'Oakwood Cemetery di Troy, dove è sepolto. Durante la prima guerra mondiale venne creato un celebre manifesto, che si ispirava a sua volta ad un manifesto di reclutamento dell'esercito inglese del 1914 disegnato da Alfred Leete (in cui compariva il generale Horatio Herbert Kitchener), nel quale lo Zio Sam punta il dito verso la gente recitando la frase I WANT YOU FOR U.S. ARMY (Voglio te per l'esercito degli Stati Uniti).
L'artista James Montgomery Flagg, che dipinse il manifesto nel 1917, utilizzò una versione opportunamente modificata del suo volto per ritrarre lo Zio Sam, e si servì del veterano Walter Botts come modello. In seguito sia il manifesto inglese che quello americano furono ripetutamente imitati o parodiati in altre nazioni.

Dato il successo, il manifesto originale si è prestato nel corso degli anni a varie parodie, spesso in chiave antimilitarista o pacifista.

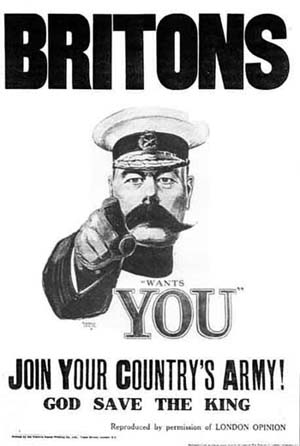
Il manifesto del Regno Unito del 1914. La frase recita: «Lord Kitchener vuole te. Britannici, arruolatevi nell'esercito del vostro paese!». Da questo poster deriva quello dello Zio Sam.
Il manifesto degli Stati Uniti del 1917. La frase recita: «Voglio te per l'esercito degli Stati Uniti».
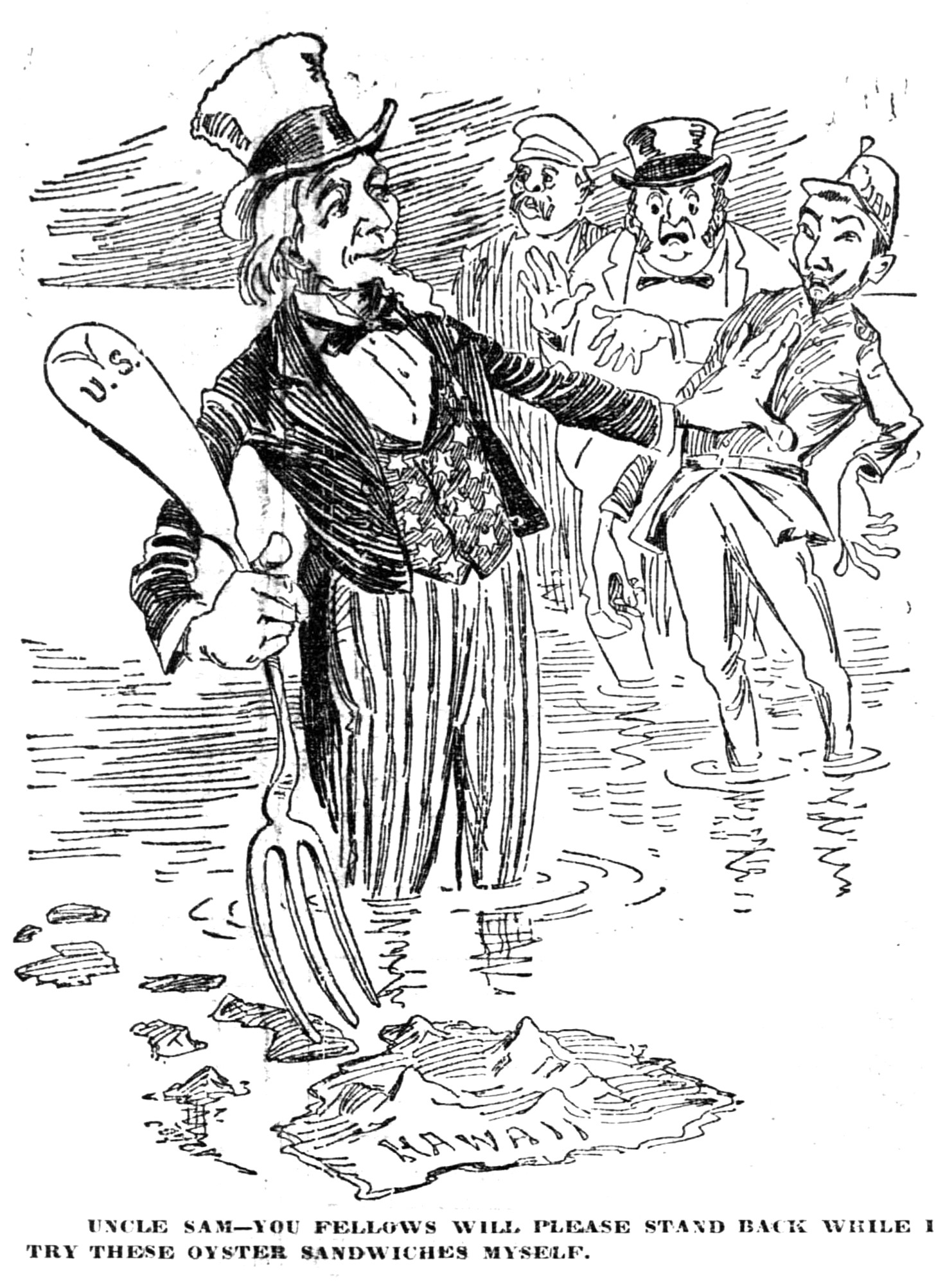
Lo zio Sam spesso rappresentava gli Stati Uniti in vignette satiriche, come questa nel 1897 sull'annessione statunitense delle Hawaii.
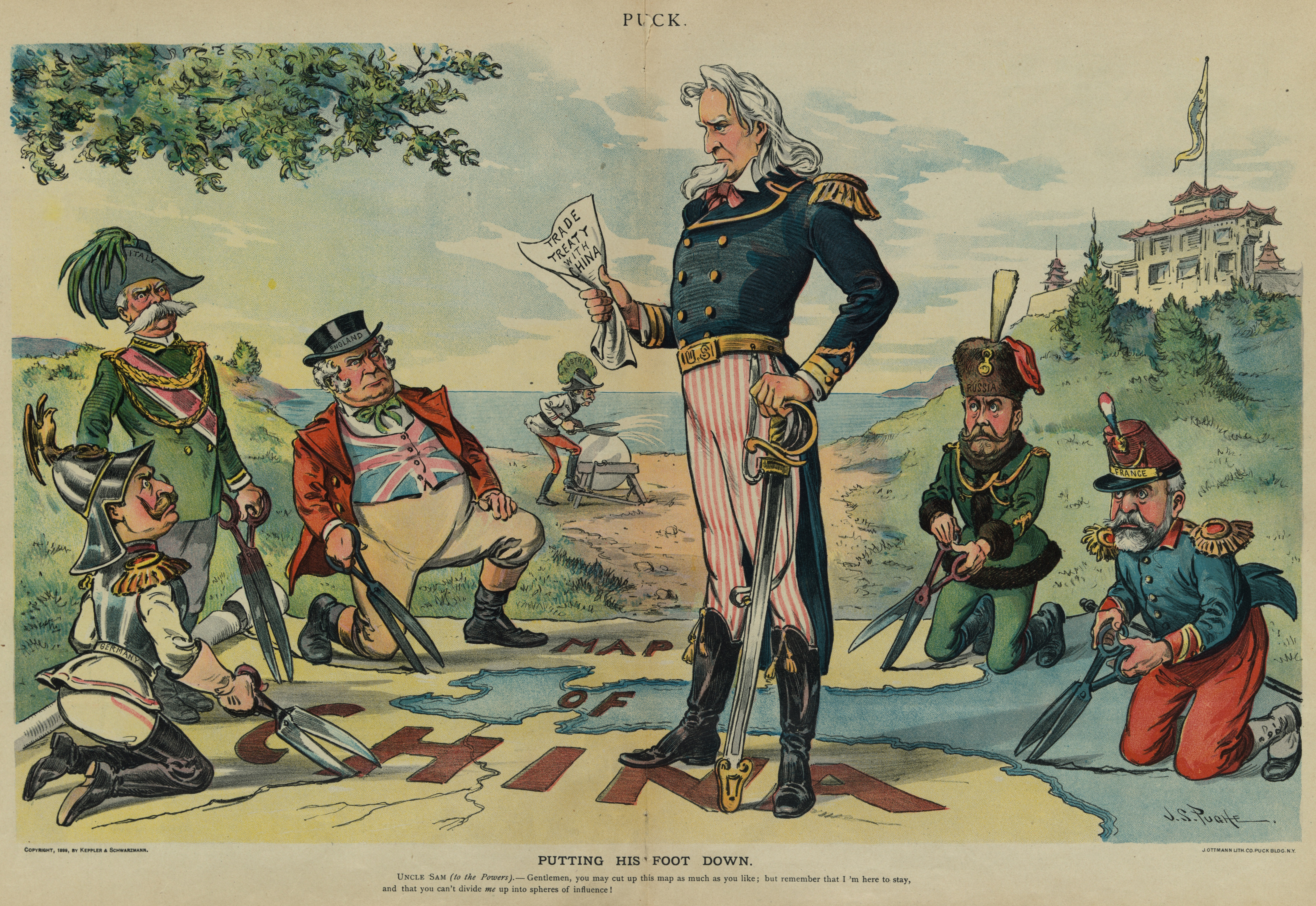
Lo zio Sam prende l'iniziativa nel tagliare la Cina in una vignetta di J. S. Pughe (Puck rivista, 23 agosto 1899).
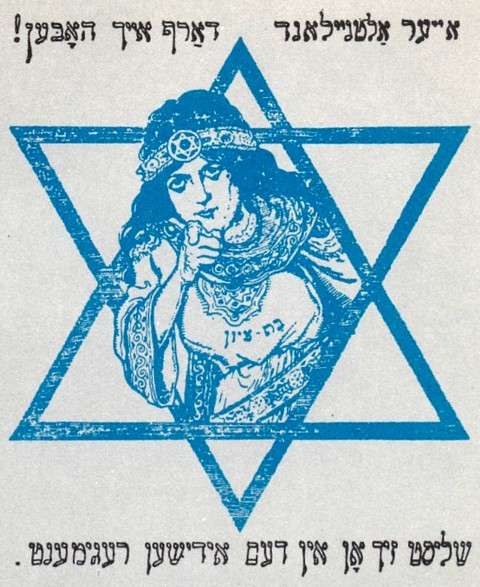
Un manifesto di reclutamento pubblicato per gli ebrei americani durante la seconda guerra mondiale. La Figlia di Sion (che rappresenta il popolo ebraico) dice: «Voglio la vostra Vecchia Nuova Terra! Arruolatevi nel reggimento ebraico!».
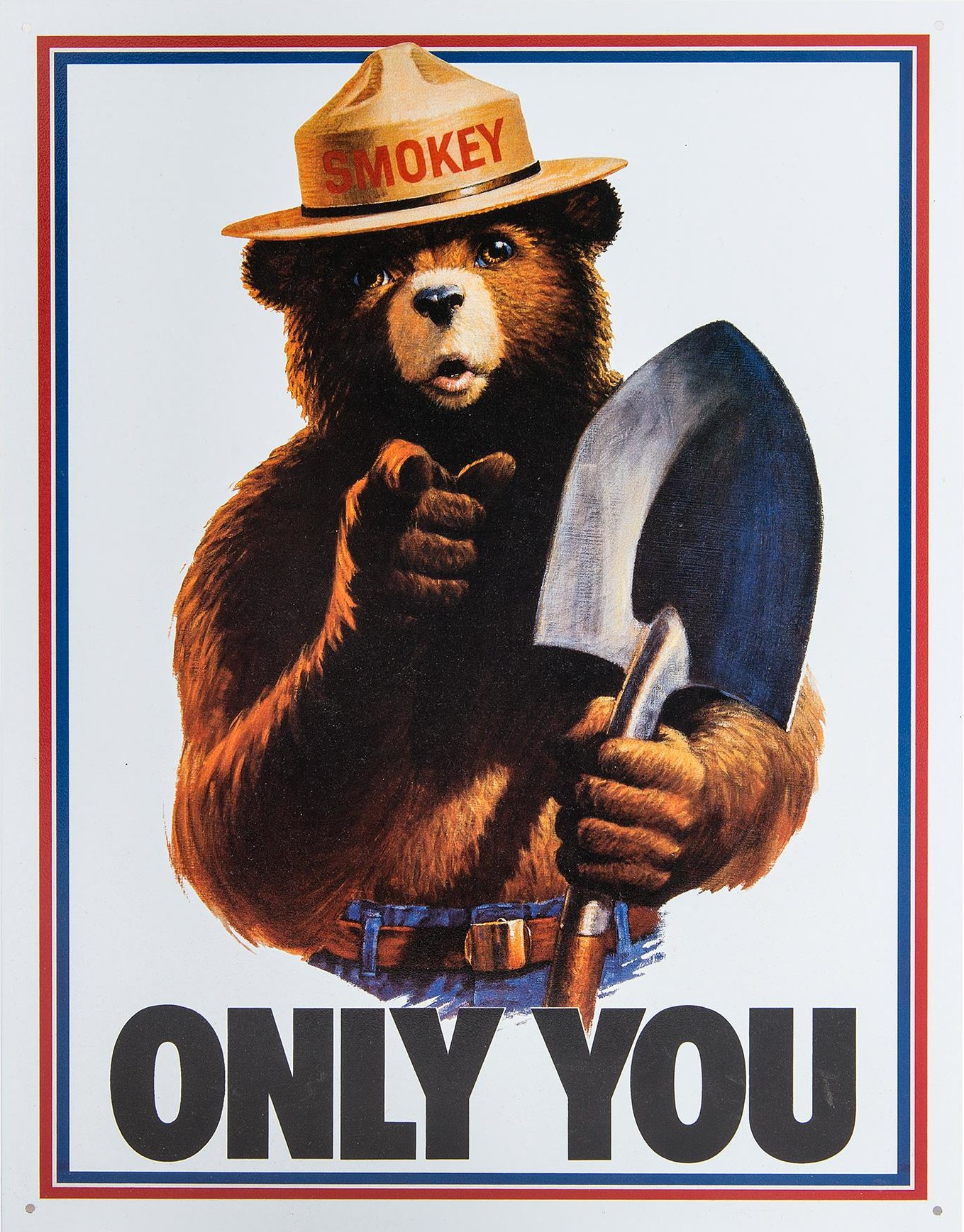
Manifesto di prevenzione degli incendi boschivi negli Stati Uniti, in cui compare l'orsetto Smokey Bear che recita la frase: «Solo tu puoi prevenire gli incendi boschivi».

## Descrizione
Lo Zio Sam viene solitamente rappresentato come un uomo anziano dallo sguardo serio, coi capelli bianchi e la barbetta, ed è vestito con un abbigliamento che richiama gli elementi decorativi della bandiera degli Stati Uniti d'America (ad esempio, un cappello a cilindro a strisce biancorosse e con stelle bianche su campo blu, oppure i pantaloni a strisce biancorosse).

## Riferimenti nella cultura di massa
- Appare, interpretato da Samuel L. Jackson, assumendo il ruolo di presentatore durante lo show di Kendrick Lamar al Super Bowl 2025.
- Nel film Rocky, Apollo Creed imita sul ring lo zio Sam poco prima dell'incontro con Rocky Balboa.
- Appare nella puntata Paura del pianeta robot della prima serie di Futurama (in questo caso su di un poster appeso ad un muro, ma trovandosi su un pianeta abitato da robot, il volto dello zio Sam è robotico).
- Appare nel film Across the Universe come reclutamento nell'esercito per la guerra nel Vietnam.
- Appare nel film Marvel Comics Captain America - Il primo Vendicatore, dove lo zio Sam è sostituito da Steve Rogers.
- Appare sulla copertina dell'album Elisir del cantautore Roberto Vecchioni, del 1976.
- Viene citato nella serie TV Narcos.
- Viene citato più volte nel videogioco di Rockstar Games Red Dead Redemption II.